# Photopectoralis hataii
Photopectoralis hataii is een straalvinnige vissensoort uit de familie van de ponyvissen (Leiognathidae). De wetenschappelijke naam van de soort is voor het eerst geldig gepubliceerd in 1972 door Abe & Haneda.